# Cultura da Coreia do Norte

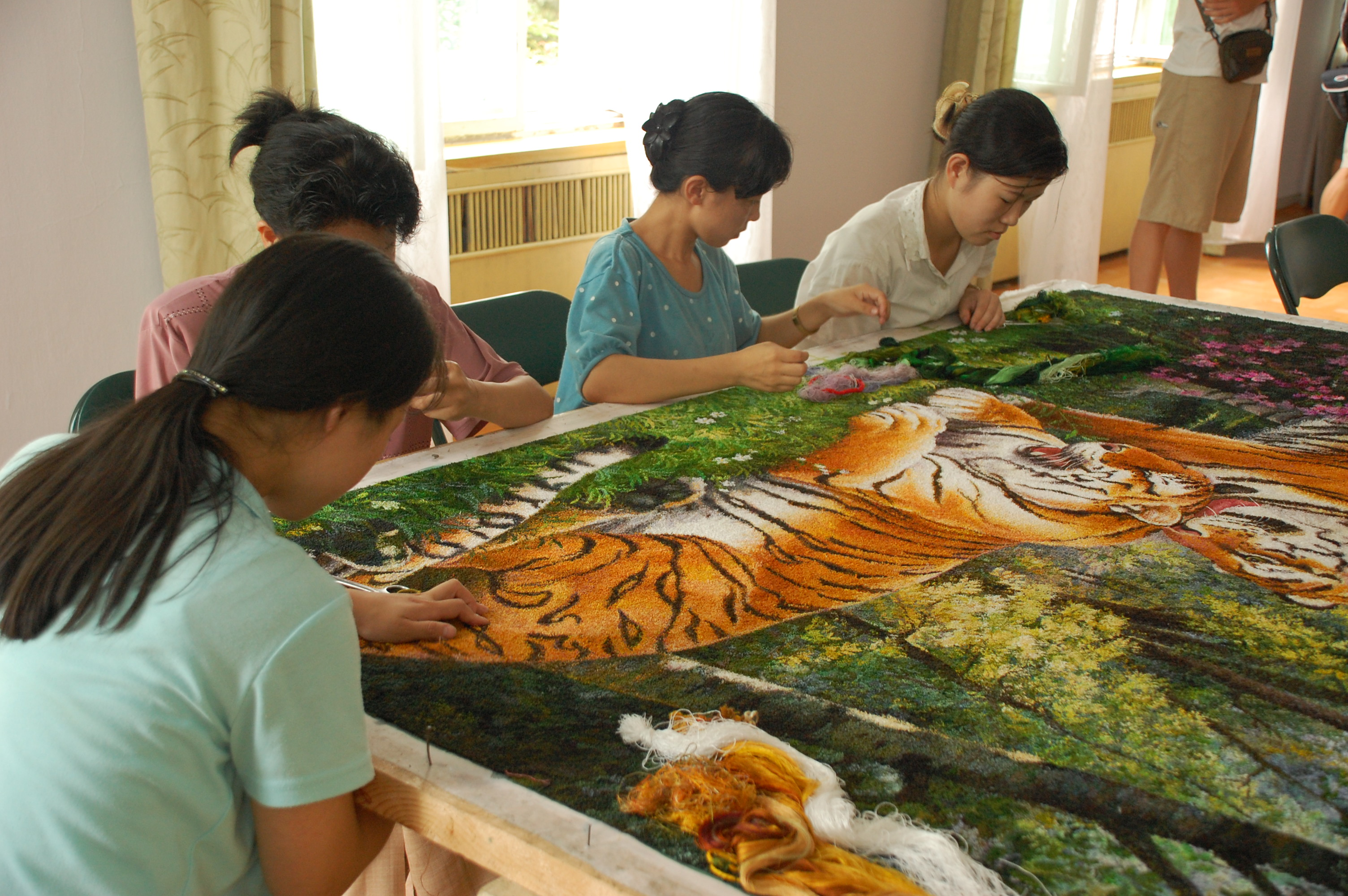
Imagem do Instituto de Bordado de Pyongyang

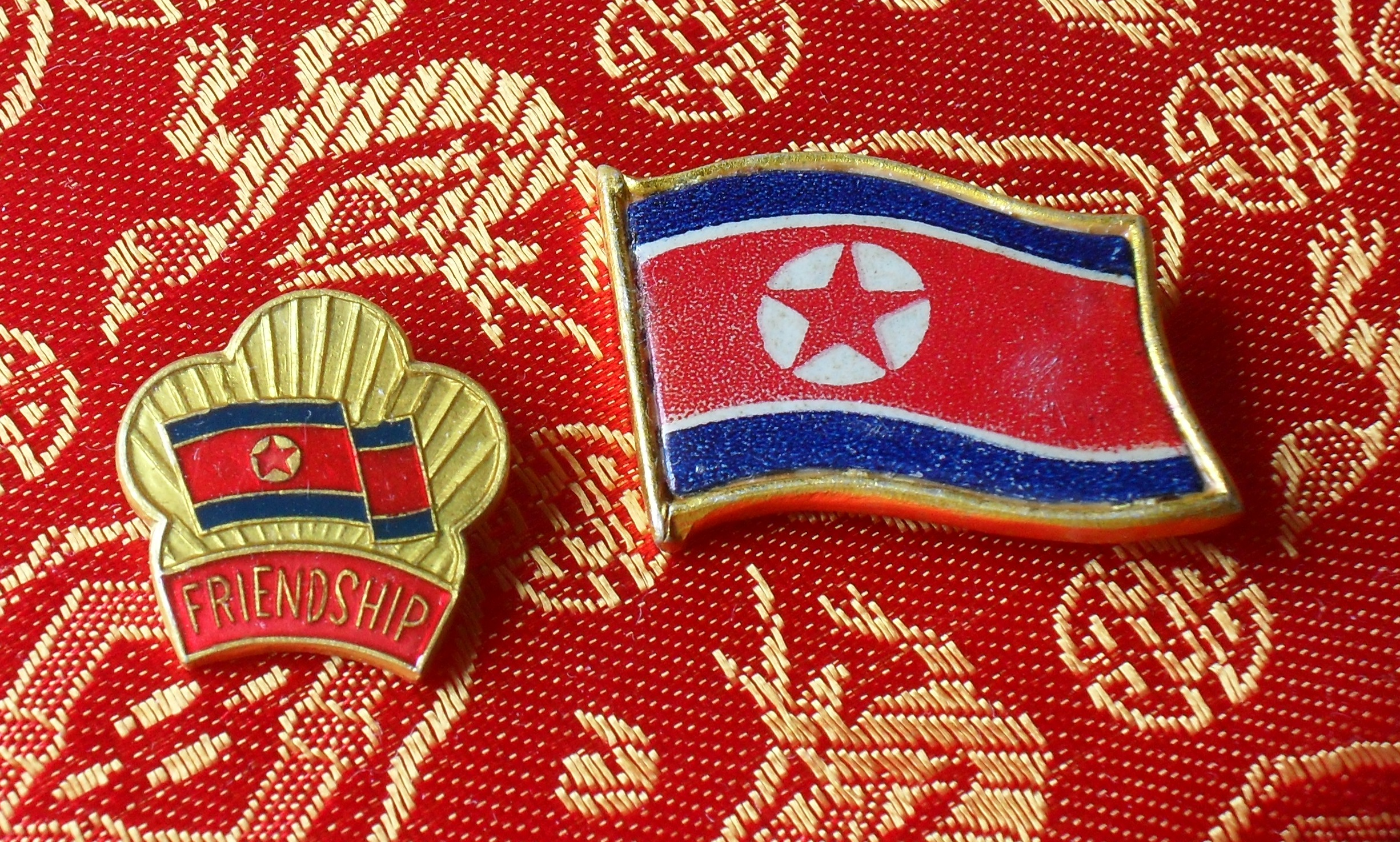
Pinos de lapela da Coreia do Norte

A cultura da Coreia do Norte é baseada na cultura tradicional da Coreia, mas desenvolvida desde o estabelecimento da Coreia do Norte em 1948. Os coreanos são aptos a desenvolver uma cultura única, enquanto adotam e influenciam culturas vizinhas por 3 000 anos.
A população da Coreia do Norte é uma das populações mais homogéneas do mundo, étnica e linguisticamente, incluindo apenas pequenas comunidades chinesas e japonesas. A língua coreana não faz parte de nenhuma família linguística maior, embora se investiguem possíveis ligações ao japonês e às línguas altaicas. O sistema de escrita coreano, chamado Hangul, foi inventado no século XV pelo rei Sejong, o Grande para substituir o sistema de caracteres chineses, conhecidos na Coreia como Hanja, que já não estão em uso oficial no Norte. A Coreia do Norte continua a usar a romanização McCune-Reischauer do coreano, contrastando com o Sul que reviu a romanização no ano 2000.
Durante a colonização japonesa na península coreana, a cultura coreana foi duramente atacada e o Japão aplicava uma política assimilação cultural, além do governo japonês ter encorajado os coreanos a estudar e falar japonês, adotar o sistema japonês de nomes de família e a religião xintoísta; foi proibido falar ou escrever a língua coreana nas escolas, no trabalho, ou em praças públicas. Além disso, o Japão alterou e destruiu vários monumentos coreanos incluindo o Palácio Gyeongbok e documentos que retratavam os japoneses em um ponto de vista negativo.
Em julho de 2004, o Complexo de Túmulos Koguryo tornou-se o primeiro local do país a ser incluindo na lista da UNESCO do Patrimônio Mundial.
Um evento popular na Coreia do 80 Norte são os Mass Games. O maior e mais recente Mass Games foi chamado de "Arirang". Foi realizado em seis noites por semana durante dois meses, e envolveu cerca de 100 000 artistas. Participantes desde evento dos últimos anos alegam que os sentimentos antiocidentais têm sido atenuados, em comparação a performances anteriores. O Mass Games envolve artistas de dança, ginástica, e performances coreógráficas, que celebra a história da Coreia do Norte e a Revolução do Partido dos Trabalhadores. O Mass Games é feito em Pyongyang, em vários locais (que variam de acordo com a escala dos Jogos em um ano em particular) incluindo o Estádio Primeiro de Maio Rungrado, que é o maior estádio do mundo, com capacidade de 150 000 pessoas.

## Orientação e controle
A literatura e as artes da Coreia do Norte são controladas pelo Estado, sobretudo através do Departamento de Propaganda e Agitação e Departamento de Cultura e Artes do Comitê Central do Partido dos Trabalhadores da Coreia. Até o início da década de 1990, não havia evidências de qualquer movimento clandestino anti-regime literário ou cultural, como era o samizdat na União Soviética ou aqueles que existem na República Popular da China até nos dias de hoje. A Federação Geral de Associações Literárias e Artesãs do Partido dos Trabalhadores, órgão-mãe de todas as organizações literárias e artísticas, também dirige as atividades culturais.

## Expressão cultural
O tema central da expressão cultural é tirar o melhor do passado e descartar os elementos capitalistas. Os populares estilos vernaculares e temas na literatura, arte, música e dança são estimados como a expressão do espírito verdadeiramente único da nação coreana. Os etnógrafos dedicam muita energia à restauração e reintrodução de formas culturais que têm o próprio espírito proletário ou popular e que encorajam o desenvolvimento de uma consciência coletiva. São enfatizadas as expressões musicais e coreográficas animadas e otimistas. As danças folclóricas de grupos e o canto coral são praticados tradicionalmente em algumas partes da Coreia e foram promovidos na Coreia do Norte durante os anos 1990, principalmente entre estudantes de escolas e universidades. As bandas musicais de agricultores também foram revividas.

## Literatura, música e cinema

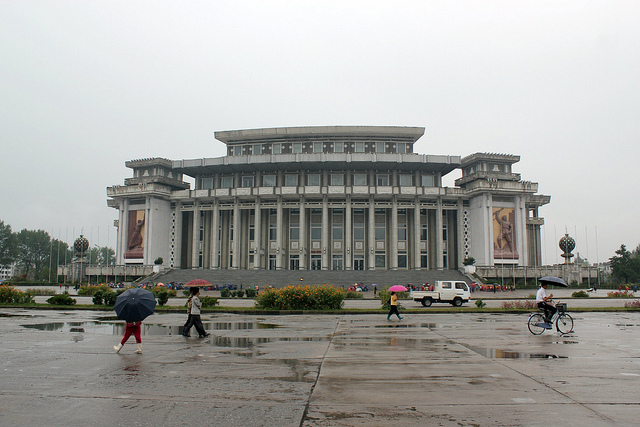
O Grande Teatro de Hamhung, um dos maiores da Coreia do Norte, concluído em 1984

A literatura e música são outras partes da cultura que expressam a ideologia do país. Uma série de romances históricos—Pulmyouui yoksa (Immortal History)— retratam o heroísmo e a tragédia da era da pré-libertação. A Guerra da Coreia é o tema de Korea Fights e The Burning Island. Desde o fim da década de 1970, cinco "grandes peças revolucionárias" foram promovidas como protótipos da literatura do partido: O Santuário para uma Deidade Tutelar, uma versão teatral de The Flower Girl, Três Homens, Um Partido, A carta de uma filha e Hyolbun mangukhoe(Ressentimento na Conferência Mundial).
A ópera revolucionária coreana, derivada de óperas coreanas tradicionais conhecidas como ch'angguk, muitas vezes utilizam variações de músicas folclóricas coreanas. Antigos contos de fadas também foram transformados para incluir os temas revolucionários. Além disso, como parte da política do partido de preservar o melhor do passado da Coreia, obras vernáculas pré-modernas como o "Sasong kibong" (Encontro de Quatro Pessoas) e o Ssangch'on kibong (Encontro nos Dois Rios) foram reimpressos.
Composições musicais incluem a "canção do General Kim Il Sung", "Longa Vida e Boa Saúde ao Líder" e "Cantamos Seu Amor Benevolente" - hinos que elogiam o líder da nação. Uma outra canção do mesmo estilo - chamada "Dez Milhões de Bombas Humanas para Kim Il Sung" - é tocada às sete horas todas as manhãs. "Nossos músicos têm perseguido a política do partido de compor música orquestral baseada em canções famosas e canções folclóricas populares entre o nosso povo e produziu inúmeras peças instrumentais de um novo tipo", afirmou um escritor norte-coreano. "Esta música inclui uma sinfonia baseado no tema de "O Mar do Sangue", que também foi transformado em uma ópera revolucionária".
Em fevereiro de 2008, a Orquestra Filarmônica de Nova Iorque se tornou a primeira orquestra dos EUA a performar na Coreia do Norte, embora o seu público tenha sido "convidado e escolhido à mão." O concerto foi transmitido na televisão nacional. A banda de rock cristão Casting Crowns tocou no Festival de Artes da Amizade da Primavera em abril de 2007, que ocorreu em Pyongyang.
O cinema é reconhecido como "o meio mais poderoso para educar as massas" e desempenha um papel central na educação social. De acordo com uma fonte norte-coreana, "os filmes para crianças contribuem para a formação da geração em ascensão, com vista à criação de um novo tipo de homem, harmoniosamente evoluído e equipado com conhecimento bem fundamentado e uma mente sã em um corpo sadio". Um dos filmes mais influentes, An Jung-geun Atira Ito Hirobumi, fala do assassino que matou o general japonês residente na Coreia em 1909. Um é retratado como um patriota corajoso, mas aquele cujos esforços para libertar a Coreia foram frustrados porque as massas não tinham sido unidas sob a tutela do líder Kim Il-sung, que é proeminente e que enuncia um pensamento orientador correto e estratégia e táticas científicas. Contos folclóricos como "O Conto de Chun Hyang", que fala sobre um nobre que se casa com uma criada e "O Conto de Ondal" também foram transformados em filmes.
A cineasta australiana Anna Broinowski conseguiu o acesso à indústria cinematográfica da Coreia do Norte através do cineasta britânico Nick Bonner, que facilitou os encontros entre Broinowski e os proeminentes cineastas norte-coreanos, para ajudar Broinowski com a produção de Aim High in Creation!, um projeto de filme baseado no manifesto de Kim Jong-il. Broinowski explicou, em julho de 2013, antes da exibição do filme no Festival Internacional de Cinema de Melbourne:

Um amigo me deu o manifesto de Kim Jong-il sobre "como fazer o filme socialista perfeito", The Cinema and Directing (1987). Imediatamente fiquei fascinada pelas regras do cinema contra-intuitiva (para um ocidental pelo menos). E eu comecei a me perguntar: como seria um filme de ocidentais, estritamente aderindo às regras de Kim Jong Il? Poderia ter o mesmo poder sobre o público ocidental assim como os filmes norte-coreanos têm poder sob os 23 milhões de cidadãos de Kim Jong Il?... Eu queria humanizar os norte-coreanos na mente de telespectadores, que constantemente são bombardeados pela representação dos meios de comunicação ocidentais da corrente principal de norte-coreanos, que são retratados como viciados, autômatos e com o cérebro lavado pela mídia norte-coreana.
Uma versão do trabalho de Broinowski foi exibida em Pyongyang, mas a diretora acredita que a versão documental do filme não será permitida no país.
Um estudo encomendado pelo Departamento de Estado dos Estados Unidos mostrou que, apesar de regulamentos extremamente rigorosos e penalidades draconianas, os norte-coreanos, particularmente os da elite, têm acesso crescente à notícias e outros meios de comunicação fora os meios de comunicação estatais autorizados pelo governo. Enquanto o acesso à Internet é rigorosamente controlado, o consumo de rádio e DVDs está aumentando e receber transmissões de televisão de estados vizinhos também é possível em áreas fronteiriças.
Um professor sul-coreano afirmou que a propagação de "televisores portáteis" ("EVD players") chineses, feitos na China, está dificultando o controle das autoridades para que os cidadãos não vejam vídeos feitos na Coreia do Sul.
Uriminzokkiri é um site de notícias norte-coreano que frequentemente publica propagandas, incluindo o vídeo de ataque aos Estados Unidos publicado em 2013.

## Arquitetura e urbanismo

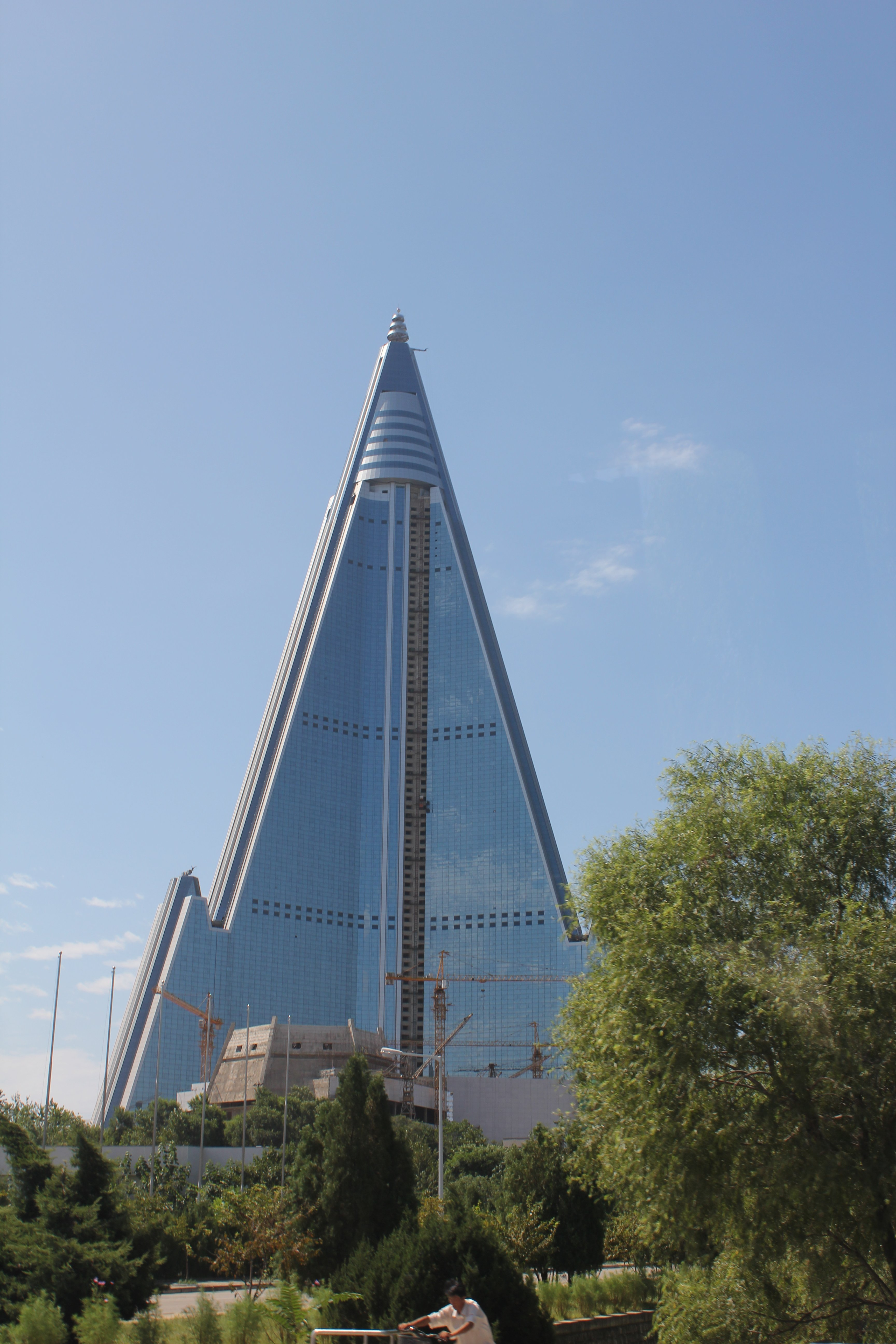
O Hotel Ryugyong em 2011

A forma mais distinta e impressionante de expressão cultural contemporânea da Coreia do Norte é a arquitetura e urbanismo. Pyongyang, que quase foi completamente destruída pelos Estados Unidos durante a Guerra da Coreia, foi reconstruída em grande escala. Muitos edifícios novos foram construídos durante os anos 1980 e os anos 1990 a fim de realçar o status de Pyongyang como capital.
As principais estruturas são divididas arquitetonicamente em três categorias: monumentos, edifícios que combinam o estilo arquitetônico tradicional coreano com o estilo moderno e prédios de design moderno. Exemplos do primeiro incluem a Estátua de Chollima, uma estátua de bronze de 20 metros de altura de Kim Il-sung, em frente ao Museu da Revolução Coreana(que tem 240.000 metros quadrados, uma das maiores estruturas do mundo); o Arco do Triunfo (semelhante ao Arco do Triunfo parisiense, embora seja dez metros mais alto) e a torre Juche, com 170 metros de altura e que foi construído na ocasião do aniversário de setenta anos do líder Kim il-Sung em 1982.
A segunda categoria arquitetônica faz uso especial dos telhados tradicionais e inclui o Palácio da Cultura do Povo e o Casa de Estudo do Grande Povo, ambos em Pyongyang, e o Salão Internacional da Amizade em Myohyang-san. O último edifício mostra os presentes dados a Kim Il-sung por dignitários estrangeiros. À luz do atual relacionamento da Coreia do Norte com a China e durante a Dinastia Choson, é significativo que a seção do salão dedicado aos presentes da China seja o maior.
A terceira categoria arquitetônica inclui complexos de apartamentos de grandes alturas e hotéis na capital. O mais impressionante destes edifícios é o Hotel Ryugyong, que está inacabado até os dias de hoje (a construção ficou parada de 1992 até o mês de abril de 2008). Descrito como o hotel mais alto do mundo e com 105 andares, sua forma triangular se destaca ao norte-central da cidade de Pyongyang. O Hotel Koryo é outro hotel ultramoderno, com estrutura de duas torres e com quarenta e cinco andares.
Muitas construções ocorreram antes das comemorações do aniversário de oitenta anos de Kim Il-sung, incluindo a construção de grandes complexos de apartamentos e da Via expressa da Reunificação, uma estrada de quatro pistas conectando a capital com a Zona Desmilitarizada. De acordo com um jornalista que escreve na Far Eastern Economic Review, a rodovia é "uma impressionante obra de engenharia" que "corta um caminho reto por terreno montanhoso com 21 túneis e 23 pontes na rota de 168 quilômetros até Panmunjm". Como em muitos outros projetos de construção, os militares foram os que forneceram o trabalho. A Coreia do Norte afirmou sua esperança de que, após a eventual reunificação, a rodovia terá um tráfego de ida e volta por toda a península.

## Esportes
A primeira aparição da Coreia do Norte nos Jogos Olímpicos de Verão ocorreu nos Jogos Olímpicos de Verão de 1972, realizado na cidade alemã de Munique, na Alemanha Ociental, conquistando cinco medalhas, dentre elas, uma de ouro. Quatro anos depois, em Montreal, a nação conseguiu uma medalha de ouro e uma de prata no boxe, e obteve cinco medalhas no boxe, freestyle wrestling, e levantamento de peso em Moscou. Em 1984, a nação juntou-se ao boicote do bloco do leste nos Jogos de Los Angeles, e quatro anos depois, boicotou os Jogos feitos em Seul, devido à indisponibilidade da Coreia do Sul de co-anfitriar o evento com a Coreia do Norte. Apesar de que a maioria dos países socialistas tenham boicotado os Jogos em 1984, apenas Cuba juntou-se aos norte-coreanos no boiocote de 1988.
A Coreia do Norte retornou à competição olímpica nos Jogos Olímpicos de Verão de 1992, na cidade espanhola de Barcelona, conquistando inéditas nove medalhas, quatro delas de ouro.
Nos Jogos de Atenas em 2004, a Coreia do Norte e a Coreia do Sul marcharam juntas nas cerimônias de abertura e de encerramento sob a Bandeira de Unificação Coreana, porém competiram separadamente. A Coreia do Norte medalhou em todos os Jogos Olímpicos que competiu.
A Coreia do Norte competiu em diversos Jogos Olímpicos de Inverno, competindo pela primeira vez nos Jogos Olímpicos de Inverno de 1964, realizado na cidade austríaca de Innsbruck. O atleta norte-coreano Pil-Hwa Han ganhou uma medalha de prata na patinação de velocidade 3000 metros nos Jogos. Outra medalha ganha pela Coreia do Norte em Jogos Olímpicos de Inverno foi uma medalha de bronze em 1992, nos Jogos Olímpicos de Albertville, quando Ok-Sil Hwang conseguiu a terceira colocação na patinação de velocidade sobre pista curta 500 metros. O Norte e o Sul novamente marcharam juntas sob a Bandeira da Unificação nos Jogos de Turin, em 2006.

### Jogos de massa

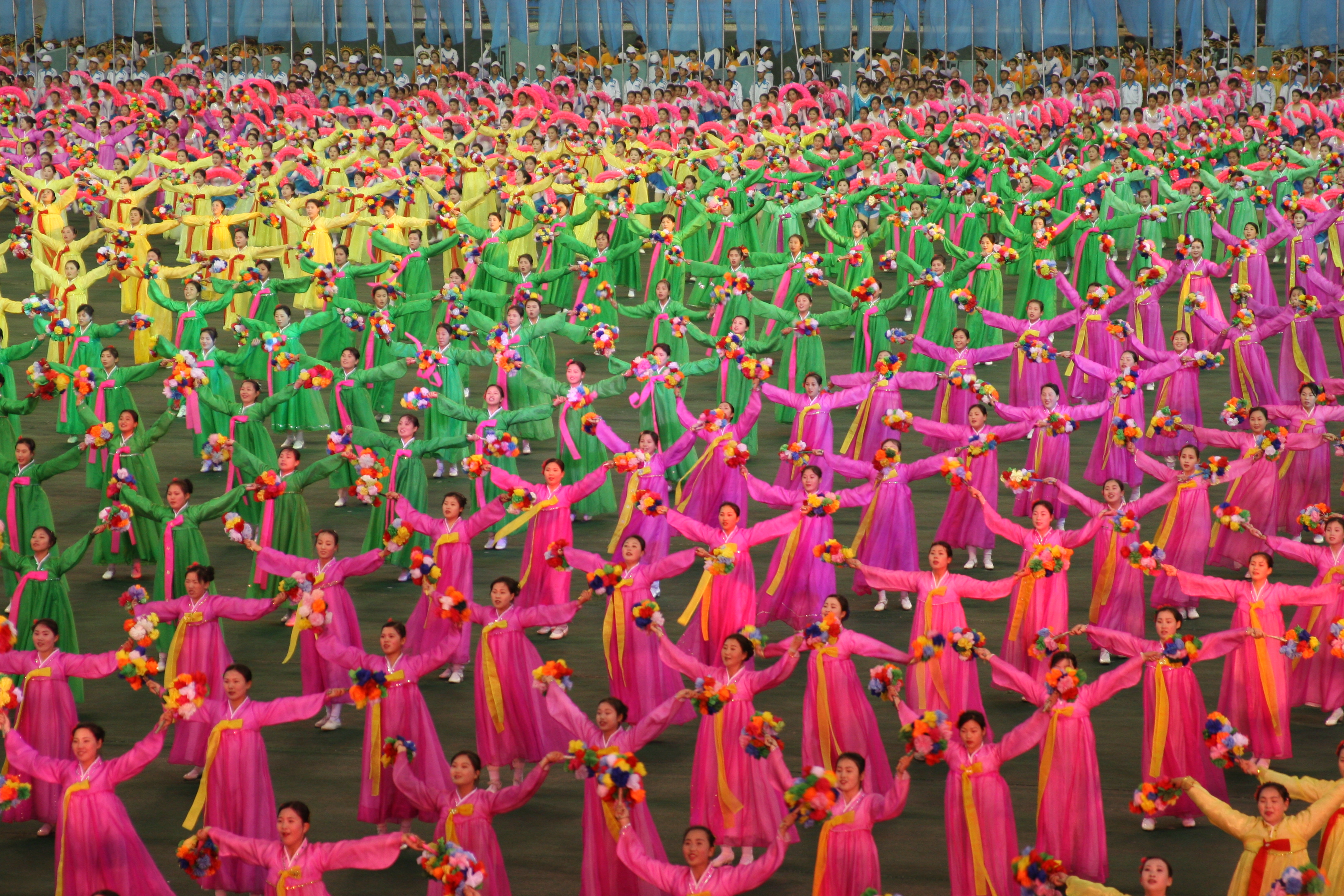
Performance dos jogos de massa no Estádio Primeiro de Maio Rungrado

A Coreia do Norte é famosa por seus "jogos de massa", que são exposições onde milhares de norte-coreanos executam danças altamente coreografadas, especialmente danças tradicionais e ginástica, muitas vezes envolvendo ritmos simultâneos de movimentos. Os intérpretes cantam e dançam suas lealdades para com Kim Il-sung, para o Partido dos Trabalhadores da Coreia e para o princípio Juche.